# Piotr Apostoł
Piotr Apostoł, Szymon Piotr (łac. Petrus, gr. Πέτρος, Petros – „kamień”, „fragment skały”, od πέτρα, petra – „skała”, lub Κηφᾶς, Kefas od aram. ‏ܟܐܦܐ‎, Kefa – „skała”; cs. Славный и всехвальный первоверховный Апо́стол Пётр; ur. w Betsaidzie, zm. 64/67 na Wzgórzu Watykańskim) – apostoł, ukazany w Ewangeliach jako mający pierwszeństwo wśród Dwunastu z ustanowienia Chrystusa. Pierwszy biskup Rzymu (ok. 33 – ok. 64, według innych źródeł do 67, kiedy to miał ponieść męczeńską śmierć).
Jego historyczność potwierdza się na podstawie spójnych informacji zawartych w najwcześniejszych częściach tekstu Ewangelii i znaleziskach archeologicznych. W Nowym Testamencie Piotr pojawia się wielokrotnie i wyraźnie we wszystkich czterech ewangeliach, a także w Dziejach Apostolskich. Zwłaszcza Ewangelia Marka była tradycyjnie uważana za ukazującą wpływ Piotra i wspomnień naocznych świadków. Jest on również wymieniony, pod imieniem Piotr lub Kefas, w Pierwszym Liście Pawła do Koryntian i Liście do Galatów. Nowy Testament zawiera również dwa ogólne listy, 1. List Piotra i 2. List Piotra, które są mu tradycyjnie przypisywane.
Według tradycji katolickiej został ukrzyżowany w Rzymie za panowania cesarza Nerona. Tradycyjnie jest uznawany za pierwszego biskupa Rzymu, a także przez wschodnią tradycję chrześcijańską jako pierwszy patriarcha Antiochii. Wszystkie starożytne kościoły chrześcijańskie czczą Piotra jako głównego świętego. Zgodnie z nauczaniem katolickim Jezus obiecał Piotrowi szczególne miejsce w Kościele.
Męczennik chrześcijański, święty Kościoła katolickiego i prawosławnego. Jest wymieniany w Modlitwie Eucharystycznej Kanonu rzymskiego.

## Życiorys
Według Ewangelii Piotr był synem Jana (Jony), a bratem Andrzeja. Pochodził z Betsaidy nad jeziorem Genezaret. Do ok. 31 roku był rybakiem w Kafarnaum w Galilei, a następnie uczniem i apostołem Jezusa.
Piotrowi przypisywane jest autorstwo dwóch listów (1 P i 2 P), włączonych do kanonu Nowego Testamentu.

### W Nowym Testamencie

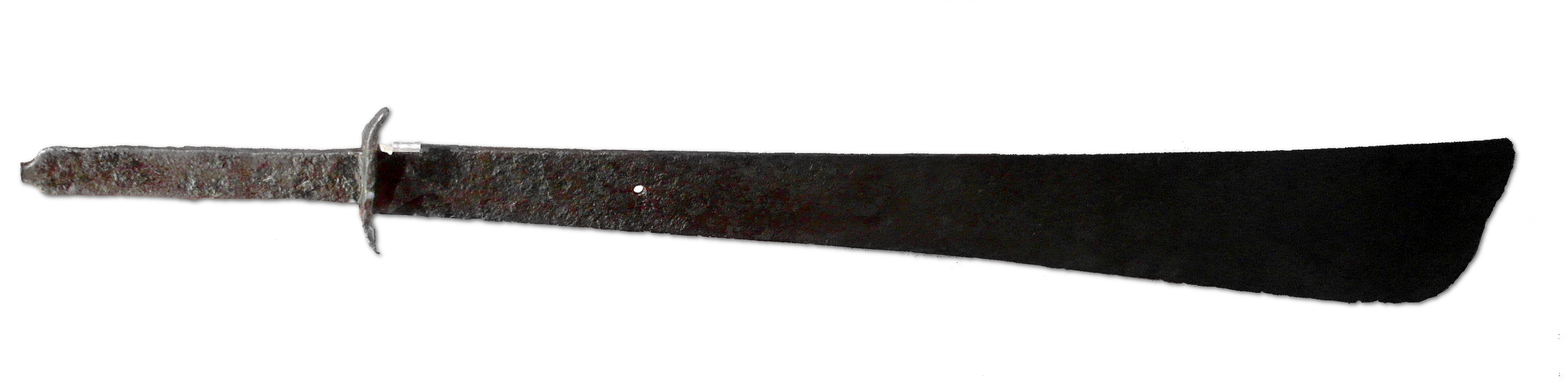
Miecz świętego Piotra ofiarowany przez papieża Stefana VIII biskupowi Jordanowi w 968 r.

Losy Piotra opisują Ewangelie oraz Dzieje Apostolskie.
Według nich na wezwanie Jezusa Piotr wraz ze swym bratem Andrzejem oraz synami Zebedeusza Janem i Jakubem porzucił zawód rybaka i został uczniem Jezusa i towarzyszem Jego działalności publicznej (zob. Mt 4, 18–22; Mk 1, 16–20; Łk 5, 1–11).
Piotr był jednym z najbardziej zaufanych uczniów Chrystusa. Wraz z Janem i Jakubem towarzyszył Chrystusowi na górze Tabor podczas tzw. Przemienienia (Mt 17, 1–8; Mk 9, 1–7; Łk 9, 28–36). Był świadkiem wskrzeszenia córki Jaira (Mt 9, 23–26; Mk 5, 35–43; Łk 8, 49–56), oraz krwawej modlitwy w Getsemani (Mt 26, 37–44; Mk 14, 33–40; Łk 22, 41–46). W katalogach apostołów wymieniany jest zawsze na pierwszym miejscu (Mt 10, 2; Mk 3, 16; Łk 6, 14; Dz 1, 13).
Był pierwszym apostołem, który uznał Jezusa za Mesjasza (Mt 16, 16; Mk 8, 29; Łk 9, 20; J 6, 69).
Jezus przepowiedział Piotrowi, że po swoim pojmaniu ten wyprze się Go trzykrotnie, co według Ewangelii potwierdziło się. Podczas pojmania Jezusa usiłował go bronić, atakując mieczem jednego z napastników i obcinając mu ucho.
Po Zesłaniu Ducha Świętego (najprawdopodobniej w roku 33) Piotr przebywał i działał wraz z pozostałymi apostołami w Jerozolimie.
Dzieje Apostolskie relacjonują jego działalność w Jerozolimie (Dz 2, 14–41 oraz rozdziały 3–5), Samarii (Dz 8, 14–24), Liddzie i Jafie (Joppie) (Dz 9, 32–43) oraz w Cezarei Palestyńskiej – tam ochrzcił pierwszych pogan: rzymskiego setnika Korneliusza wraz z jego rodziną i domownikami (Dz 10, 1–48) – był to moment, kiedy pierwsi ludzie „z pogan” (nie-Żydzi) zostali chrześcijanami.
W 44 r. za swą działalność został aresztowany na rozkaz Heroda Agryppy, który wcześniej kazał stracić Jakuba Większego Apostoła. Według Dziejów Apostolskich z więzienia wypuścił go anioł (Dz 12, 1–17). Po ucieczce z więzienia Piotr wyjechał z Jerozolimy, jednak Dzieje Apostolskie nie podają, dokąd się udał.

### Losy po roku 44
Losy Piotra po ucieczce z więzienia są trudne do odtworzenia w szczegółach. W Dziejach Apostolskich wspomniany jest jeszcze tylko jego udział w tzw. „Soborze jerozolimskim” ok. 49 r., gdzie sprzeciwił się narzucaniu poganom obyczajów żydowskich (Dz 15, 7–11) z wyjątkiem „powstrzymywania się od ofiar składanych bożkom, od krwi, od tego, co uduszone, i od nierządu” (Dz 15, 29). Wskazuje to, że po śmierci Heroda Agryppy prawdopodobnie powrócił do Jerozolimy. W Nowym Testamencie w sposób wyraźny odnotowano jeszcze tylko jego pobyt w Antiochii około roku 50, gdzie doszło do konfliktu między nim a Pawłem z Tarsu (Ga 2, 11–14). Według tradycji w Antiochii Piotr miał wyświęcić Ewodiusza na pierwszego biskupa tego miasta.
Pobyt Piotra w Koryncie, na który pośrednio wskazuje 1 Kor 1, 13, w sposób wyraźny potwierdza świadectwo żyjącego około r. 170 biskupa korynckiego Dionizego.
Według tradycji bazującej na 1 P 1,1 Piotr nauczał także wśród Żydów w północnych prowincjach Azji Mniejszej.
Tradycyjne przekazy są zgodne, że Piotr ostatecznie przybył do Rzymu i tam poniósł śmierć męczeńską.

### Pobyt w Rzymie

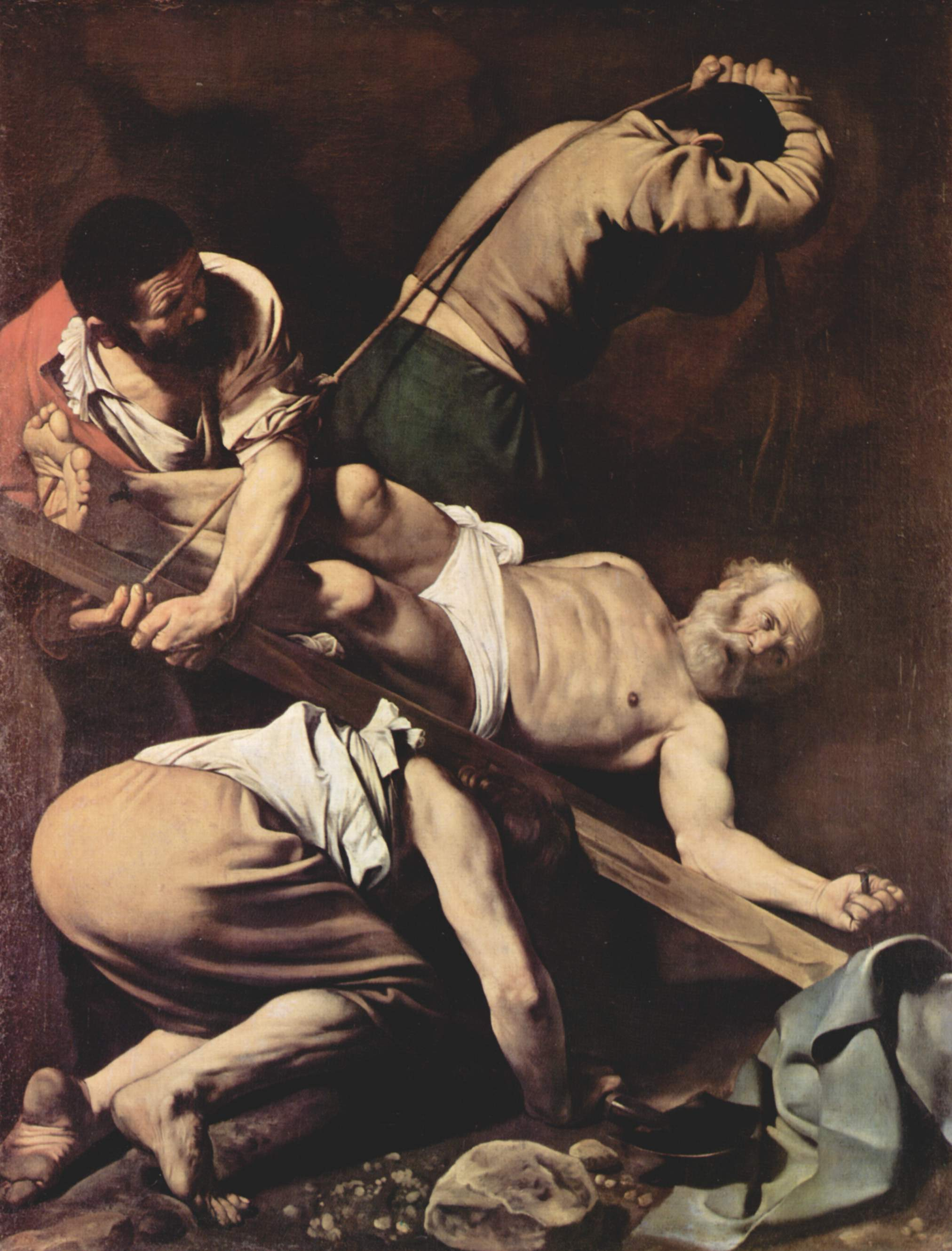
Ukrzyżowanie św. Piotra pędzla Michała Anioła Caravaggio

Pobyt Piotra w Rzymie, negowany przez część badaczy, potwierdzać mogą słowa Piotra z 1 Listu: „Pozdrawia was ta, która jest w Babilonie”, 1 P 5,13 za BT. Babilon w Apokalipsie jest symbolicznym określeniem Rzymu, choć, jako symbol niewoli i rozproszenia, może oznaczać także każde inne miejsce, w którym żyli chrześcijanie. Inne wczesne świadectwa pobytu Piotra w Rzymie to dzieła Ireneusza, Tertuliana, Euzebiusza, Hegezypa, Cypriana, Dionizego, Gajusza, Klemensa Aleksandryjskiego, Orygenesa, Familiana, Ignacego z Antiochii, Klemensa Rzymskiego, a także niektóre apokryfy (np. gnostycka „Apokalipsa Piotra”).
Istnieje także legenda mówiąca, że gdy w Rzymie rozpoczęły się prześladowania chrześcijan (za czasów Nerona), Piotr postanowił uciec z miasta. Wówczas ukazał mu się Jezus. Piotr spytał Go, dokąd idzie (łac. Quo vadis, Domine?). Jezus miał mu odpowiedzieć „idę do miasta, aby mnie powtórnie ukrzyżowano”. Wówczas Piotr zawrócił, a w miejscu tego spotkania postawiono kościół. Tę legendę zawarł Henryk Sienkiewicz w powieści Quo vadis.

### Śmierć
Tradycja głosi, że Piotr zginął w Rzymie na Wzgórzu Watykańskim. Zginął męczeńsko na krzyżu głową w dół (na własną prośbę), ponieważ mówił, iż nie jest godzien umrzeć jak Chrystus. Senator Marcellus, wierny uczeń Piotra, zdjął go z krzyża i pochował we własnym grobowcu. Później na tym miejscu postawiono kościół. Dziś, według tradycji, w tym miejscu stoi bazylika św. Piotra.
Tradycyjnie męczeństwo Piotra apostoła datowane jest na dzień 29 czerwca 67. Biorąc jednak pod uwagę, że prześladowania chrześcijan po pożarze Rzymu trwały prawdopodobnie nie dłużej niż kilka miesięcy, większość współczesnych badaczy przyjmuje, że Piotr zginął jesienią 64. Według hipotezy Margherity Guarducci jego egzekucja odbyła się w dniu 13 października 64.
1 List Klemensa 5,1–7 mówi o „zawiści i sporze” jako przyczynie męczeństwa Piotra i Pawła.

### Rodzina św. Piotra
Piotr miał żonę, wraz z nim też mieszkała jego teściowa. Andrzej Apostoł był jego bratem. W 1P 5,13 wspomina o „synu”, Marku, chodzi jednak prawdopodobnie o Jana Marka, późniejszego ewangelistę. Tradycja uznaje, że żoną Piotra była św. Perpetua, a ich małżeństwo miało trwać ponad 50 lat. Ich córką miała być św. Petronela, na którą wskazuje m.in. Martyrologium Rzymskie.

## Piotr w Nowym Testamencie
Ewangelie ukazują Piotra jako tego, który najwięcej rozmawia z Panem. Tłumaczy to również fakt, że listy apostołów wymieniają go na pierwszym miejscu: Mt 10,2; Mk 3,16; Łk 6,14; Dz 1,13.

### Pierwszy z Dwunastu
Niektóre teksty Nowego Testamentu interpretowane są, jako sugerujące wiodącą rolę Piotra wśród apostołów. W opinii teologii Kościoła rzymskokatolickiego rozpoznawane są one jako dowód na Prymat Świętego Piotra. Według Kościoła rzymskokatolickiego, z woli samego Jezusa Chrystusa, przy powołaniu otrzymał imię oznaczające skałę, na której Chrystus-Mesjasz chciał zbudować swój Kościół. Jezus zatroszczył się o wiarę Piotra, aby ten „utwierdzał swych braci”. W imieniu wspólnoty Kościoła otrzymał władzę kluczy: „tobie dam klucze królestwa niebieskiego; cokolwiek zwiążesz na ziemi, będzie związane w niebie, a co rozwiążesz na ziemi, będzie rozwiązane w niebie” (Mt 16,16–19). Wypowiadał się w kwestiach, które dotyczą wszystkich. Był tym, któremu powierzono opiekowanie się trzodą Chrystusa i przejęcie wiodącej roli w pierwotnym kościele opisanym w Dziejach Apostolskich (por. Dz 2,14).
Pomiędzy uczonymi panuje powszechna zgoda co do wybitnej roli, jaką historyczny Piotr pełnił wśród uczniów Jezusa, stając się „najbardziej prominentnym i wpływowym członkiem kolegium Dwunastu podczas posługi Jezusa i we wczesnym Kościele”. Można zdecydowanie dostrzec, że jego rola miała znaczenie jednoczące w różnych sytuacjach spornych. Według zamiaru samego Jezusa, wyrażonego w opowiadaniu o Ostatniej Wieczerzy w Ewangelii Łukasza, Piotr miał utwierdzać wiarę swych braci. Miało się to dokonać nie ludzkimi siłami, bo były one słabe, co potwierdziło zaparcie się, ale mocą, którą wyprosił dla niego sam Mistrz:

Szymonie, Szymonie, oto szatan domagał się, żeby was przesiać jak pszenicę; ale Ja prosiłem za tobą, żeby nie ustała twoja wiara. Ty ze swej strony utwierdzaj twoich braci. On zaś rzekł: Panie, z Tobą gotów jestem iść nawet do więzienia i na śmierć. Lecz Jezus odrzekł: Powiadam ci, Piotrze, nim zapieje dziś kogut, ty trzy razy wyprzesz się tego, że Mnie znasz (Łk 22,31–34 BT)

Słabość Piotra zaczęła się ujawniać już w czasie modlitwy Jezusa w Ogrodzie oliwnym: „Szymonie śpisz? Jednej godziny nie mogłeś czuwać ze mną?” (Mk 14,37).
Interpretacja roli Piotra w różnych Kościołach chrześcijańskich jest różnorodna.

### Pisma

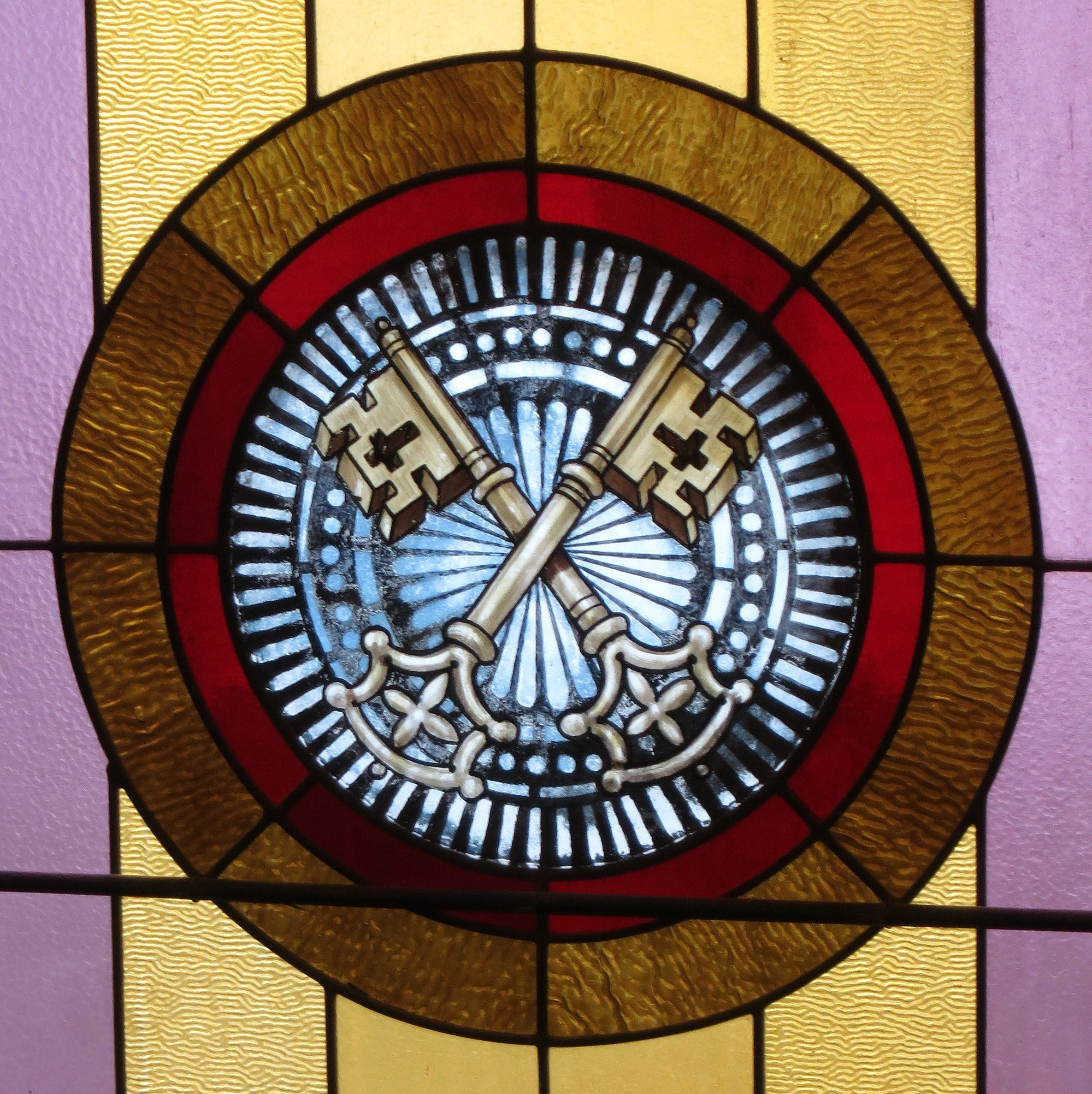
Kościół Niepokalanego Poczęcia NMP (Saint Mary of the Immaculate Conception) Rushville, Indiana, Stany Zjednoczone – witraż z kluczami Królestwa Niebieskiego

Dwa listy wchodzące w skład Nowego Testamentu są tradycyjnie uznawane za napisane przez Piotra: 1. List Piotra oraz 2. List Piotra. Autentyczność 1. Listu Piotra we wczesnym Kościele nigdy nie była kwestionowana, natomiast co do 2. Listu Piotra aż do IV wieku wielu autorów (m.in. Euzebiusz z Cezarei) wyrażało wątpliwości, czy faktycznie pochodzi on od Piotra Apostoła. Dyskusja ma swą kontynuację we współczesnej biblistyce. Niewątpliwymi apokryfami są tzw. Ewangelia Piotra oraz Apokalipsa Piotra.

### Spory doktrynalne
Według relacji biblijnej Piotr zmieniał podczas swojego życia zdanie dotyczące literalnego pojmowania części przepisów Prawa Mojżeszowego. Początkowo Piotr unikał pogan i uważał, że nie mają oni udziału w Ewangelii. Pogląd ten uległ częściowej zmianie dopiero po wizji, jaką otrzymał od Boga i po wizycie w domu Korneliusza w Cezarei, kilka lat po śmierci i zmartwychwstaniu Jezusa (Dzieje Apostolskie 10). Kilkanaście lat później apostoł Piotr wraz z innymi członkami Kościoła jerozolimskiego przebywał wśród chrześcijan nawróconych spomiędzy pogan w Antiochii, bez okazywania jakiejkolwiek dyskryminacji. Dowiedziawszy się jednak o przybyciu wysłanników Jakuba (przywódcy Kościoła w Jerozolimie), zaczął się zachowywać tak, jakoby zachowywał ceremonialną czystość i nie jadał z poganami, a w jego ślad poszli inni, nawet Barnaba. Zobaczywszy to, Paweł z Tarsu sprzeciwił się mu wprost, nazywając jego zachowanie nagannym i obłudnym, wygłaszając, że człowiek nie jest usprawiedliwiany z uczynków Prawa, a tylko przez wiarę w Jezusa (List do Galatów Ga 2,11–16).

### Chodzenie po wodzie
Według Ewangelii Mateusza Piotr po ujrzeniu chodzącego po wodzie Jezusa zaczął iść do niego także poruszając się po tafli wody (Mt 14:22–32) (Marek i Jan także wspominają o Jezusie, ale nie wspominają czyniącego to samo Piotra).

### Obmywanie stóp
Według Ewangelii św. Jana Piotr z początku odmówił obmywania swoich stóp przez Jezusa podczas Ostatniej Wieczerzy. Jezus wtedy rzekł: Jeśli ja Cię nie wymyję, to żadna z części Twego ciała nie będzie ze mną. Na to Piotr odpowiedział: Panie nie myj tylko mych stóp, ale także dłonie i głowę.

## Uzasadnienie prymatu papieskiego w Kościele rzymskokatolickim

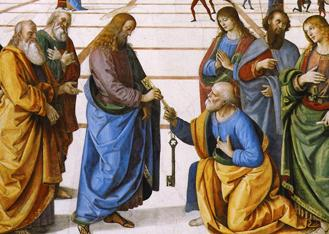
Jezus przekazuje Piotrowi klucze królestwa niebieskiego, fragment fresku z Kaplicy Sykstyńskiej pędzla Pietra Perugina

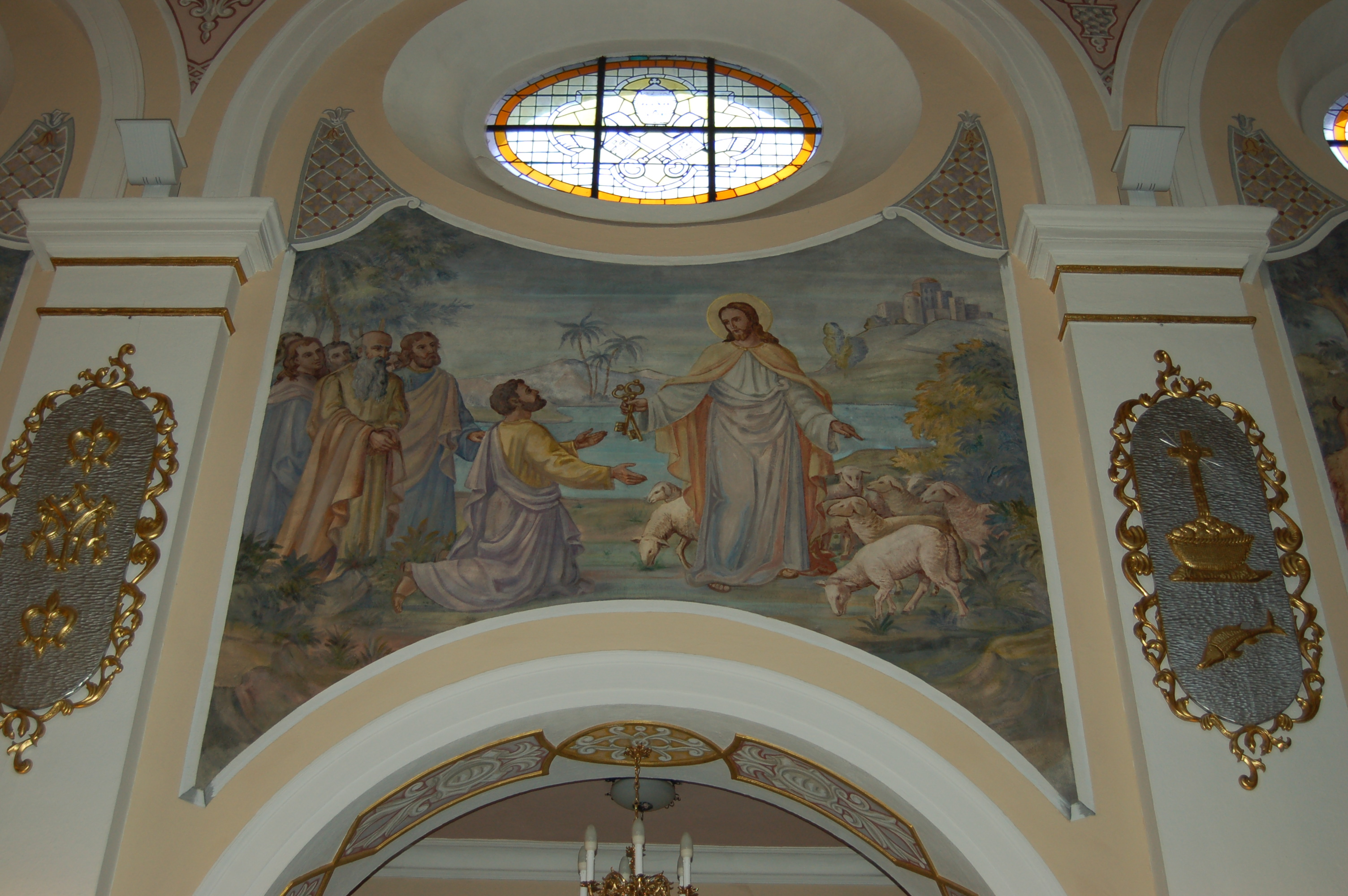
Przekazanie kluczy św. Piotrowi – fresk w kościele św. Krzyża w Rumi

Złożone Piotrowi przez Chrystusa obietnice: 

Otóż i Ja tobie powiadam: Ty jesteś Piotr [czyli Skała], i na tej Skale zbuduję Kościół mój, a bramy piekielne go nie przemogą. I tobie dam klucze królestwa niebieskiego, cokolwiek zwiążesz na ziemi, będzie związane w niebie, a co rozwiążesz na ziemi, będzie rozwiązane w niebie (Mt 16,18–19)

 legły u podstaw tezy o prymacie Piotra jako seniora Ludu Wybranego Nowego Przymierza, prawodawcy, a także nauczyciela (Dz 15,7) i pasterza Kościoła: (J 21, 15–17).
Według 21. rozdziału Ewangelii według św. Jana Jezus trzykrotnie zwrócił się do Piotra słowami „Paś baranki Moje”. Jest to podawane jako uzasadnienie tezy, że Jezus przekazał Piotrowi opiekę nad Kościołem.

### Krytyka
Niektóre tradycje chrześcijańskie kwestionują prymat Piotra. Często przywoływanym argumentem są różne interpretacje biblijnych fragmentów.
Kluczowym tekstem dla tego punktu widzenia jest fragment z Ewangelii wg św. Mateusza 16,18: „A ja ci mówię: ty jesteś Piotr (Kamień), a na tej skale zbuduję moje zgromadzenie i bramy Hadesu nie przemogą go” (tłumaczenie dosłowne). W dosłownym tłumaczeniu użyte są greckie słowa „Petros” (Piotr) i „petra” (skała) mają nieco różne konotacje – „Petros” odnosi się raczej do kamienia lub odłamka skały, podczas gdy „petra” oznacza masową skałę lub skałę macierzystą. Według tej interpretacji „Piotr” i „skała”, na której Jezus zbuduje swój Kościół, są dwoma różnymi rzeczami, sugerując, że kościół został zbudowany nie na Piotrze, ale na czymś innym.
Co więcej, przy interpretacji tekstów Biblijnych (hermeneutyka biblijna) używa się argumentu, że jeden fragment Słowa Bożego należy tłumaczyć innymi fragmentami (nie ma sprzeczności w Słowie Bożym).

#### Alternatywna interpretacja Mt: 16:18-19
Nowy Testament kilkakrotnie nazywa Jezusa „skałą” lub „kamieniem węgielnym”. Na przykład 1 Koryntian 10:4 mówi, że „skałą był Chrystus”, a 1 Piotra 2:4-8 opisuje Jezusa jako „kamień żywy” i „kamień węgłowy”. Te i inne fragmenty mogą sugerować, że to Jezus Chrystus, jest prawdziwą „skałą” lub fundamentem Kościoła.
Alternatywne rozumienie tego fragmentu wskazuje, że skałą jest objawienie o tym, że Jezus jest Mesjaszem, o czym czytamy dwa wersety wcześniej w Mt 16:16-17: „Na to Szymon Piotr odpowiedział: Ty jesteś Mesjasz, Syn Boga żywego. Odpowiadając, Jezus rzekł do niego: Szczęśliwy jesteś, Szymonie, synu Jony, bo to nie ciało i krew objawiło ci to, lecz Ojciec mój, który jest w niebie.”

## Kult
Zgodnie z tradycją utrzymuje się, że ciało apostoła spoczywa ok. 6 metrów pod ołtarzem w bazylice św. Piotra w Watykanie.

### Ikonografia

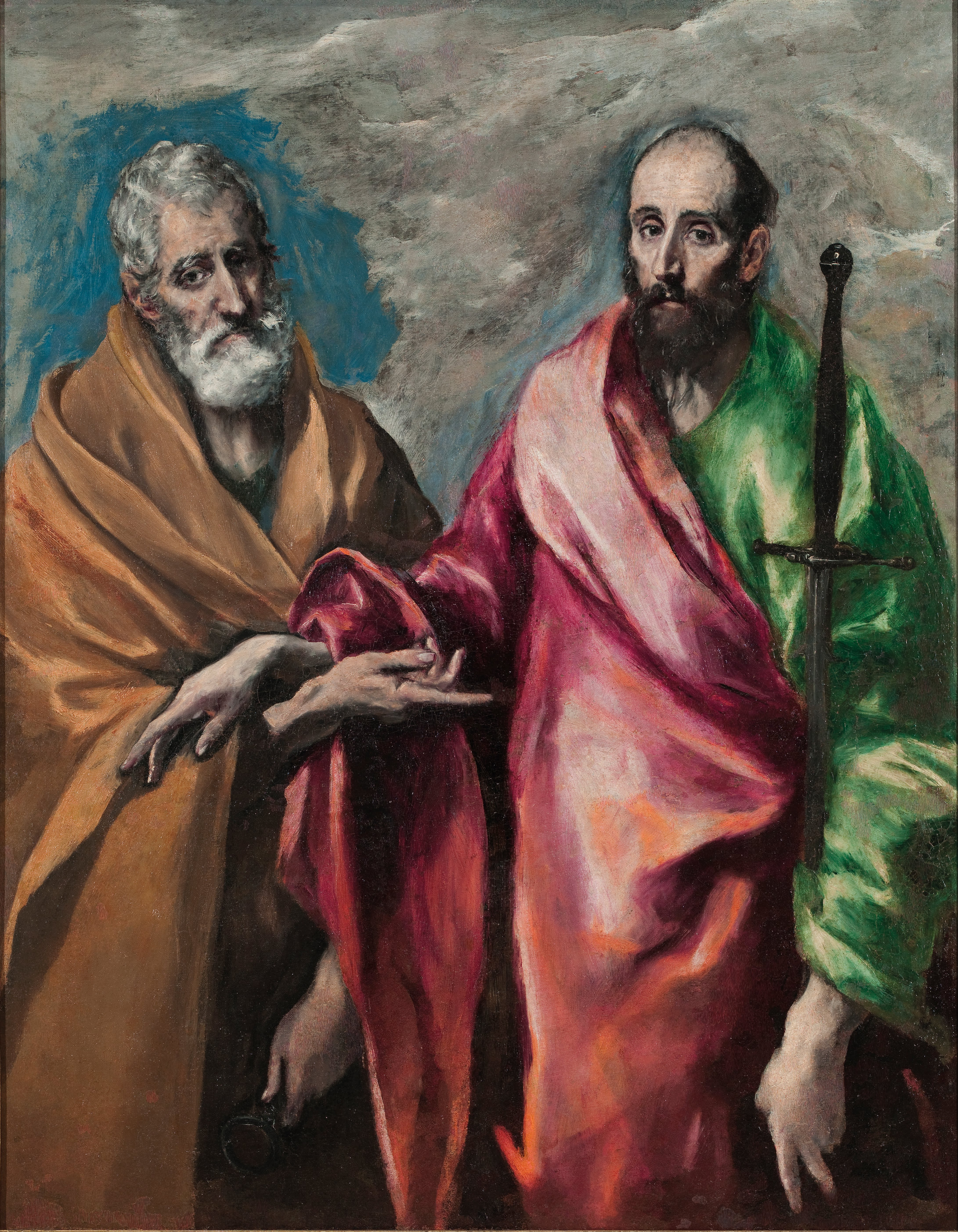
El Greco – Święci Piotr i Paweł

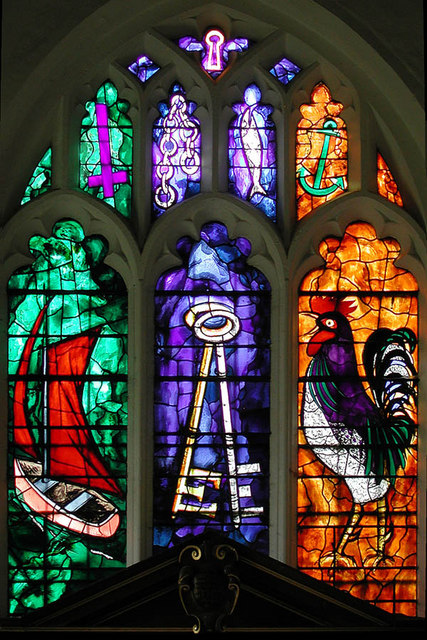
Symbole Apostoła Piotra, od góry, od lewej: dziurka od kluczy Bramy Niebieskiej, odwrócony krzyż, na którym Piotr został umęczony, okowy, ryba, kotwica, Łódź Piotrowa (czyli Kościół Święty), klucze Królestwa Niebieskiego i kogut piejący w czasie Męki Jezusa Chrystusa – witraż w kościele pw. św. Piotra, Babraham, Cambridgeshire, Wielka Brytania

W ikonografii św. Piotr Apostoł przedstawiany jest jako łysiejący, siwy, brodaty starzec, w dłoni trzyma dwa klucze (srebrny i złoty) symbolizujące klucze Królestwa Bożego oraz w towarzystwie Świętego Pawła.
Innymi atrybutami apostoła są: anioł, kajdany, kogut, odwrócony krzyż, księga, łódź, zwój, pastorał, ryba, sieci, skała – stanowiące aluzje do wydarzeń w jego życiu, tiara w rękach.
Do postaci Piotra odwołują się również liczne dzieła kultury. Do najbardziej znanych w literaturze polskiej należy powieść Quo vadis Henryka Sienkiewicza.

### Dni obchodów
Uroczystość Świętych Apostołów Piotra i Pawła to główne święto św. Piotra (razem ze św. Apostołem Pawłem) o randze uroczystości liturgicznej w Kościele katolickim, obchodzone jest 29 czerwca. Natomiast 22 lutego Kościół wspomina katedrę, tj. tron-krzesło, na którym miał zasiadać Piotr papież.
Cerkiew prawosławna celebruje dni św. Piotra 29 czerwca/12 lipca i 30 czerwca/13 lipca oraz 16/29 stycznia tj.: 12 i 13 lipca (wspominając Sobór dwunastu apostołów) oraz 29 stycznia według kalendarza gregoriańskiego jako Adorację okowów ap. Piotra.
W Kościołach mariawickich główna uroczystość ku czci św. Piotra i Pawła obchodzona jest 29 czerwca, jednakże 1 sierpnia wspomina się św. Piotra w okowach.

### Patronat
Święty Piotr jest patronem m.in.:
- diecezji: w Rzymie, Poznaniu, Berlinie, Lozannie
- miast: Awinionu, Biecza, Dusznik-Zdroju, Frankfurtu nad Menem, Genewy, Hamburga, Nantes, Poznania, Rygi, Rzymu, Trzebnicy, Ciechanowa, Międzyzdrojów
- zawodów: rybaków, papieży, blacharzy, budowniczych mostów, kowali, szklarzy, kamieniarzy, marynarzy, zegarmistrzów
- Wodnego Ochotniczego Pogotowia Ratunkowego[41]

Święty Piotr jest również wzywany jako orędownik podczas epilepsji, gorączki, febry, ukąszenia przez węże.